# Cheryl Porter
Cheryl Porter (Chicago, 28 agosto 1972) è una cantante statunitense naturalizzata italiana.

## Biografia
Nel 1990 vince una borsa di studio in canto lirico presso la Northern Illinois University e inizia a studiare canto classico sotto la guida del soprano Edna Williams e del basso Myron Myers, interpretando presto, come soprano, i ruoli delle grandi dive di Puccini e Verdi. Nel 1992 risulta la miglior concertista di Chicago.
Nel 1995 si trasferisce in Italia per proseguire la sua carriera nell'opera lirica, ma è proprio qui che capisce di non voler raccontare solo le storie della musica europea e si rende conto del grande bisogno, da parte del pubblico, del messaggio di pace, amore e fratellanza espresso nella musica afro-americana, in particolare gli spiritual e il gospel. Nello stesso periodo conosce il musicista Guido Torelli, che sposerà nel 2001, e decide di trasferirsi definitivamente nelle campagne a nord di Vicenza.
Mescolando spirituals, gospel, classica e jazz, Cheryl Porter si distingue per le sue doti vocali e si trova presto a duettare e collaborare assieme a grandi artisti, fra cui Paolo Conte, Katia Ricciarelli, Tito Puente, Mariah Carey, David Crosby e Amii Stewart.
Fra le sue sperimentazioni musicali, c'è anche l'album Mina in Black, in cui l'artista reinterpreta in chiave jazz e blues i grandi successi della celebre Mina reinventando i testi in lingua inglese. Nel 2008 esce il secondo volume Mina in Black 2, questa volta cantato in italiano.
Dal 2004 collabora attivamente con la Banda Musicale della Polizia di Stato, con cui si è esibita in diverse occasioni, e partecipa anche ad un gran concerto a Manhattan in occasione del Columbus Day nel 2008.
Oltre a cantare, dal 1998 al 2002 Cheryl Porter ha insegnato canto nella scuola musicale vicentina Thelonious, presso la quale viene istituito un corso per coro gospel, dal quale successivamente prenderà forma il coro International Gospel Messengers (IGM), fondato e diretto dalla stessa Cheryl Porter. Nel 2005 Cheryl organizza una tournée del coro nella patria del gospel, Chicago, dove viene anche registrato l'album I.G.M. Live in Chicago. Nel 2008, in seguito a disaccordi interni, Porter decide dapprima di sospendere temporaneamente l'attività del coro, per scioglierlo definitivamente qualche mese dopo.
Il 4 marzo 2013 la cantante e il suo nuovo coro gospel si esibiscono in Piazza Maggiore a Bologna, accompagnando Zucchero Fornaciari nel brano Ave Maria No Morro, durante il concerto-tributo in onore di Lucio Dalla, a un anno dalla sua scomparsa. Nel 2014 è ospite del 45º Premio Barocco.
Nel 2015 pubblica l'album Two Countries, One Heart registrato all'Auditorium Pollini di Padova con l'Orchestra Giovanile del Conservatorio di Padova, il direttore Giuliano Medeossi e l'arrangiatore Simone Tonin. I brani registrati da Cheryl Porter sono classici della tradizione americana, più una cover del brano I Look To You di Whitney Houston. Le canzoni italiane sono cantate da Rosella Caporale. Il disco viene pubblicato a fine 2015 in CD dalla Velut Luna. Nel 2016 viene pubblicata una edizione limitata in vinile 180 grammi audiophile realizzata dalla Hifi Direct.
Nel 2016 torna a collaborare con Zucchero, incidendo parte dei cori per il suo nuovo album di inediti Black Cat. Partecipa, inoltre, alla trasmissione Zucchero partigiano reggiano in onda su Rai 1 il 10 settembre 2016, insieme agli Halleluiah Gospel Singers, prende parte a una delle undici date del Black Cat World Tour all'Arena di Verona e alle date veneziane del Wanted - Un'altra storia Tour.
Nel 2019 partecipa alla colonna sonora del remake in CGI del classico Disney Il Re Leone, cantando il brano Il cerchio della vita.

## Discografia
- 2005 - In The Spirit
- 2006 - A Christmas Wish
- 2008 - Falling In Love
- 2011 - Mina In Black
- 2016 - La Mia Mina